# Lúcia Vânia
Lúcia Vânia Abrão (Cumari, 15 de outubro de 1944), é uma jornalista e política brasileira filiada ao União Brasil. Primeira mulher eleita deputada federal por Goiás, em 1986, integrou a Assembleia Nacional Constituinte. Em 1995, assumiu o cargo de Secretária Nacional de Assistência Social. Exerceu mandato de senadora da República entre 2003 e 2019. Entre 3 de outubro de 2019 e 19 de março de 2021 foi a Secretária de Desenvolvimento Social do Estado de Goiás na Gestão Ronaldo Caiado no governo de Goiás.

## Primeiros anos
Natural de Cumari, Lúcia Vânia nasceu em 15 de outubro de 1944. Formou-se em jornalismo pela Universidade Federal de Goiás.
Foi primeira-dama de Goiás, entre 1975 e 1979, durante o governo de Irapuan Costa Júnior, com quem foi casada e teve três filhos. É irmã do ex-senador de Tocantins, Moisés Abrão Neto, prima do ex-deputado federal Pedrinho Abrão e do radialista Jackson Abrão e tia do deputado federal Marcos Abrão.

## Carreira política

### Secretária Nacional de Assistência Social e Lei Orgânica da Assistência Social
Entre 1995 e 1998, no Governo Fernando Henrique Cardoso, foi a Secretária Nacional de Assistência Social do Brasil.
À frente da secretaria, Lúcia Vânia implantou a Lei Orgânica da Assistência Social, a Loas, inclusive nos Estados e municípios. Lançou o Benefício de Prestação Continuada, voltado para idosos com mais de 65 anos e pessoas com deficiência; e criou, em maio de 1996, o Programa de Erradicação do Trabalho Infantil, o PETI, quatro vezes premiado pelo UNICEF, o programa das Nações Unidas que cuida das crianças no mundo todo.

### Parlamento e disputas eleitorais

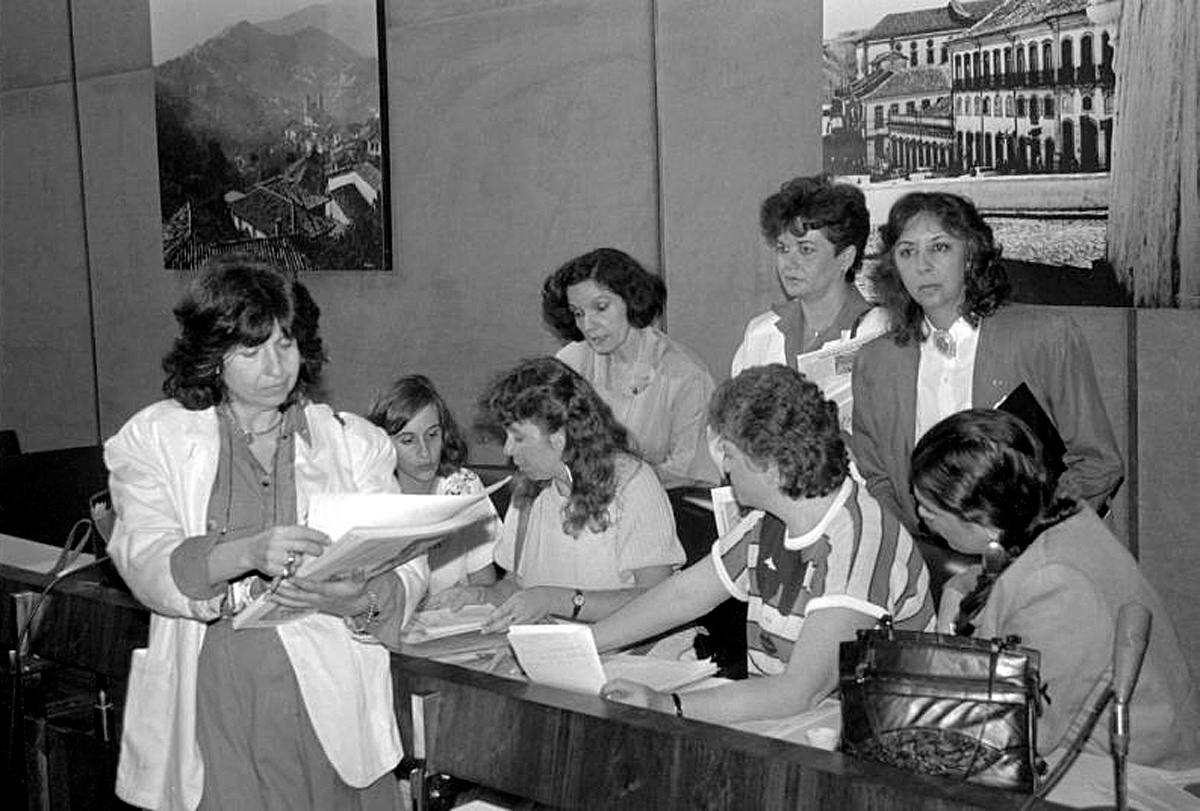
Lúcia Vânia durante a Assembleia Constituinte de 1988.

Foi deputada federal por dois mandatos consecutivos, entre 1987 a 1995, sendo membro da Assembleia Nacional Constituinte de 1987. Em 1994, candidatou-se ao governo de Goiás, então pelo Partido Progressista mas foi derrotada por Maguito Vilela. Filiada ao PSDB, foi Secretária Nacional de Assistência Social do Governo Fernando Henrique Cardoso quando em 1998, foi novamente eleita deputada federal. Em 2000, se lançou candidata a prefeitura de Goiânia obtendo o 3.º lugar.
Em 2002, foi eleita senadora, tendo sido reeleita em 2010. Em junho de 2015, deixou o PSDB, alegando desentendimento com a bancada do Senado e com o diretório nacional do partido. Em agosto de 2015, em uma cerimônia realizada em Goiânia, com a presenças de várias autoridades, Lúcia se filia ao Partido Socialista Brasileiro (PSB).
No parlamento, foi relatora de leis como a  Lei Maria da Penha e do projeto que recriou a Superintendência de Desenvolvimento do Centro-Oeste (Sudeco). Ela participou da Comissão Parlamentar Mista de Inquérito que investigou as situações de violência e redes de exploração sexual de crianças e adolescentes no Brasil.
Lúcia Vânia, foi por duas vezes presidente da Ouvidoria-Geral do Senado, presidente das Comissões de Assuntos Sociais; de Infraestrutura e de Desenvolvimento Regional e Turismo. Enquanto parlamentar, presidiu a Comissão de Educação, Cultura e Esporte do Senado. 
Em 30 de agosto de 2016, Lúcia Vânia, então senadora, votou a favor do impeachment da presidente da república, Dilma Rousseff. Em dezembro de 2016, votou a favor da PEC do Teto dos Gastos Públicos. Em julho de 2017, se absteve na votação da reforma trabalhista. Em outubro de 2017, votou contra a manutenção do mandato do senador Aécio Neves, mostrando-se favorável a decisão da Primeira Turma do Supremo Tribunal Federal no processo onde ele é acusado de corrupção e obstrução da justiça por solicitar dois milhões de reais ao empresário Joesley Batista.

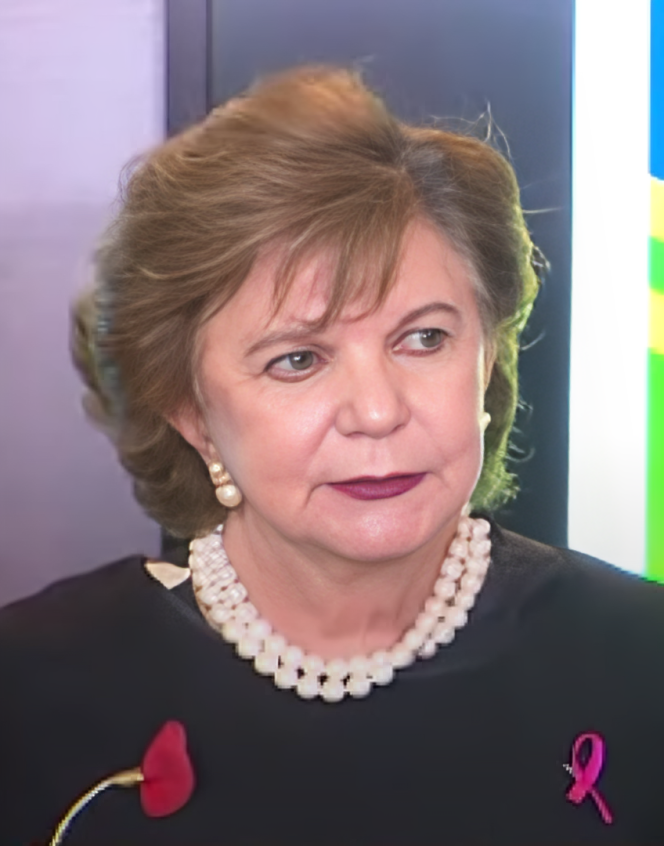
Secretária Lúcia Vânia em coletiva de imprensa, em 2019.

### Secretária de Desenvolvimento Social de Goiás
Entre 3 de outubro de 2019 e 19 de março de 2021 foi a Secretária de Desenvolvimento Social do Estado de Goiás na Gestão Ronaldo Caiado no governo de Goiás, tendo como último feito enquanto secretária, o anúncio de R$28.000.000,00 para área social do estado.